# Paharpur (stad)
Paharpur is een census town in het district Gaya van de Indiase staat Bihar. 

## Demografie
Volgens de Indiase volkstelling van 2001 wonen er 5758 mensen in Paharpur, waarvan 68% mannelijk en 32% vrouwelijk is. De plaats heeft een alfabetiseringsgraad van 78%. 